# الرقابة في تايوان
لقد خففت الرقابة في تايوان إلى حد كبير عندما ابتعدت الدولة عن الاستبداد في عام 1987. ومنذ ذلك الحين، سُمح لوسائل الإعلام بشكل عام ببث المعارضة السياسية. واليوم، تركز الرقابة على القذف والتشهير، والعلاقات عبر المضيق، والأمن القومي.